# Batalla de Uclés (1108)
La batalla de Uclés del año 1108 fue librada en la localidad española de Uclés (Cuenca), el 29 de mayo de 1108, entre las tropas cristianas de Alfonso VI de León y las almorávides de Alí ibn Yúsuf, y se saldó con la derrota de las primeras.

## Antecedentes
El caudillo almorávide Yúsuf ibn Tasufín, que ya había derrotado a Alfonso VI en Zalaca (o Sagrajas) en 1086, hubo de regresar a África a causa de la muerte de su hijo, por lo que no pudo aprovechar adecuadamente la victoria conseguida. Otras cuatro veces cruzó el Estrecho. En la segunda venida (1088), se produjo el cerco de Aledo que se tradujo en un rotundo fracaso, pero cambió el ánimo de Yúsuf. En la tercera (1090), tuvo lugar la destitución de los reyes de taifas de Granada, Córdoba, Sevilla, Málaga y Badajoz. En la cuarta venida se libró la batalla de Consuegra en (1097) en la que Alfonso VI volvió a ser derrotado y murió el hijo del Cid. En esta época los almorávides conquistan Valencia (1102) y consiguen una importante vía de penetración hacia el interior peninsular. En la quinta venida de Yúsuf (1103), se produjo la batalla de Salatrices (1106) en la que Alfonso VI fue herido en una pierna.

## La marcha hacia Uclés
En septiembre de 1106 murió Yúsuf y le sucedió su hijo Alí ibn Yúsuf, quien decidió reemprender la tarea bélica iniciada por su padre. Tras diversos ataques contra los condados catalanes, decidió atacar el reino de León por su flanco este, eligiendo a Uclés como primer objetivo.
Uclés era un punto estratégico celtíbero, posteriormente romanizado, del que se conserva alguna inscripción latina (como el ara romana dedicada al dios Airón que se conserva en el museo Segóbriga) y que era llamado Pagus Oculensis, de ahí Uclés, en árabe Uklis. Al desaparecer Segóbriga, pasó la capitalidad de la kura (región) a Cuenca (que estaba teniendo un importante auge) y Uclés se convierte en una de sus principales ciudades. Aquí, en 775 se sublevó al-Fath b. Musa B. Du-l-Nun contra Abd al-Rahman I y levantó diversos edificios, como termas y mezquita. Posteriormente los príncipes de Uclés se proclamarían reyes de Toledo.
Tras la conquista de Toledo en (1085), al-Qádir se fue a Cuenca (1085) y después a Valencia (1086), donde se proclamó rey de Cuenca con la ayuda de Álvar Fáñez. Uclés y los dominios de la kura de Santabariya quedaron bajo la protección de Alfonso VI, quien estableció en Uclés una guarnición propia, en representación teórica de al-Qádir, pero controlada por Álvar Fáñez.
El jefe almorávide Alí ibn Yúsuf designó a su hermano Tamim ibn Yúsuf, gobernador de Granada, como mando supremo del ejército. Partió de Granada en la primera decena de mayo de 1108 –última del Ramadán– dirigiéndose a Jaén, donde se incorporaron las tropas de Córdoba mandadas por Muhámmad ibn Abi Ranq. Siguieron por Baeza donde, entre La Roda y Chinchilla, se unieron el conquistador de Murcia y Aledo, Abu Abd Allah Muhámmad ibn Aysa, y el de Valencia, Abdallah ibn Fátima con el fin de que ninguna de las milicias se vieran aisladas en algún momento cuando se internaran en territorio enemigo.
El gran ejército avanzó, mal ordenado e indisciplinado, según era su costumbre y desprovistos de máquinas de guerra, abiertamente a través de la Meseta, saqueando y quemando los pequeños asentamientos cristianos que encontraban a su paso. Tras veinte o veinticinco días de marcha llegan a Uclés el miércoles 27 de mayo.
La última jornada fue galopante para sorprender, por la mañana, a sus moradores. Cruzaron el río Bedija y tomaron la ciudad extendida por la falda este del escarpado cerro, orientado de norte a sur, en que estaba enclavada la antigua alcazaba árabe, muy distinta al complejo defensivo que posteriormente construyeron en Uclés los caballeros de la orden de Santiago.
Los habitantes se quedaron estupefactos ante aquel inesperado ataque, poco pudieron hacer para evitar la destrucción de las partes bajas de las defensas y evitar el asalto. Los atacantes hicieron prisioneros a los que no dio tiempo de refugiarse en la alcazaba, que no llegó a ser tomada. En el poblado hicieron estragos, asesinando, arrancando árboles, derribando casas, destruyendo la iglesia, sus cruces y estatuas, arrancaron las campanas sustituyéndolas por almuédanos. Saquearon y se hicieron mutuos regalos de prisioneros. Los mudéjares del lugar recibieron a los asaltantes como libertadores, descubriéndoles brechas y partes cerradas. El sol se ocultaba y los muslimes regresaron a su campamento disponiendo centinelas que vigilasen sus extremos para evitar algún ataque por sorpresa. Durante el día siguiente, jueves 28, centraron sus esfuerzos en atacar la alcazaba ocasionando daños, pero sin lograr asaltarla.

## La reacción cristiana
Cuando un espía cristiano informa a Toledo de que un ejército almorávide se ha movilizado y parece dirigirse hacia Toledo, el infante Sancho Alfónsez y los nobles que le acompañan envían emisarios a Calatañazor, Alcalá y otros lugares para reclutar tropas y concentrarlas junto a Toledo.

Una vez reclutadas las tropas, por la dirección del ejército almorávide, los cristianos entienden que éste se dirige hacia Uclés y no hacia Toledo, así que las tropas cristianas se encaminaron hacia Uclés donde llegaron dos días después que las musulmanas, una vez que la población ya había sido tomada, aunque la alcazaba todavía resistía el asedio
La batalla de Uclés (1108) contra los almorávides.

Alfonso VI no pudo acudir a la batalla, pues se hallaba en Sahagún, recién casado y convaleciente de la herida recibida en Salatrices. Al mando de las tropas cristianas iba el infante Sancho Alfónsez, acompañado por Álvar Fáñez y siete condes que residían con él en Toledo.
Sancho era el único hijo varón de Alfonso VI, fruto de las relaciones amorosas con la princesa Zaida. Desde el mismo momento de su nacimiento fue reconocido como heredero, designado a reinar en los dominios cristianos a pesar de haber nacido fuera del matrimonio y de que su madre fuera mora. Su padre así lo quiso haciéndole figurar en los diplomas reales a partir de 1103 ostentando las denominaciones de "puer, regis filius, infans, regnum electus patrifactum y Toletani imperatoris filius". En el "quirógrafo de la moneda", que es el último diploma donde suscribe el infante, aporta el dato de que su padre le había encomendado el gobierno de Toledo. Los cronistas dicen refiriéndose a su edad que era adhuc párvulo, que podía montar a caballo pero era incapaz de defenderse, por lo que estaría en torno a los trece años. Al cuidado de este príncipe de doble sangre está su ayo el conde de Nájera, García Ordóñez, a quien llaman Boquituerto y también Crespo, a quien el rey le hizo el encargo especial de ser el responsable directo de su seguridad.
Entre León y Castilla había veintisiete nobles y diecisiete obispos. Por tanto, los ocho aristócratas reunidos en Uclés suponían un quinto de los recursos militares del reino, con unos efectivos de aproximadamente 3000 o 3500 combatientes, entre caballeros, escuderos, mozos de caballos, encargados de las distintas remesas de provisiones y efectos y de los colonos del lugar reclutados.
Tamim piensa en retirarse sin presentar batalla, pero en la noche del jueves 28 al 29 de mayo, un joven musulmán desertor del ejército cristiano informa a los muslimes, dando todo tipo de pormenores del mismo. Tamim celebró consejo de guerra con los gobernadores de Murcia y Valencia, Abu Abd Allah Muhámmad ibn Aysa y Abdallah ibn Fátima, y acordaron dar la batalla, pero antes aseguraron bien el campamento reforzando su guardia y sus defensas contra la guarnición de la plaza, por si ésta hacía una salida durante el encuentro.

## La batalla

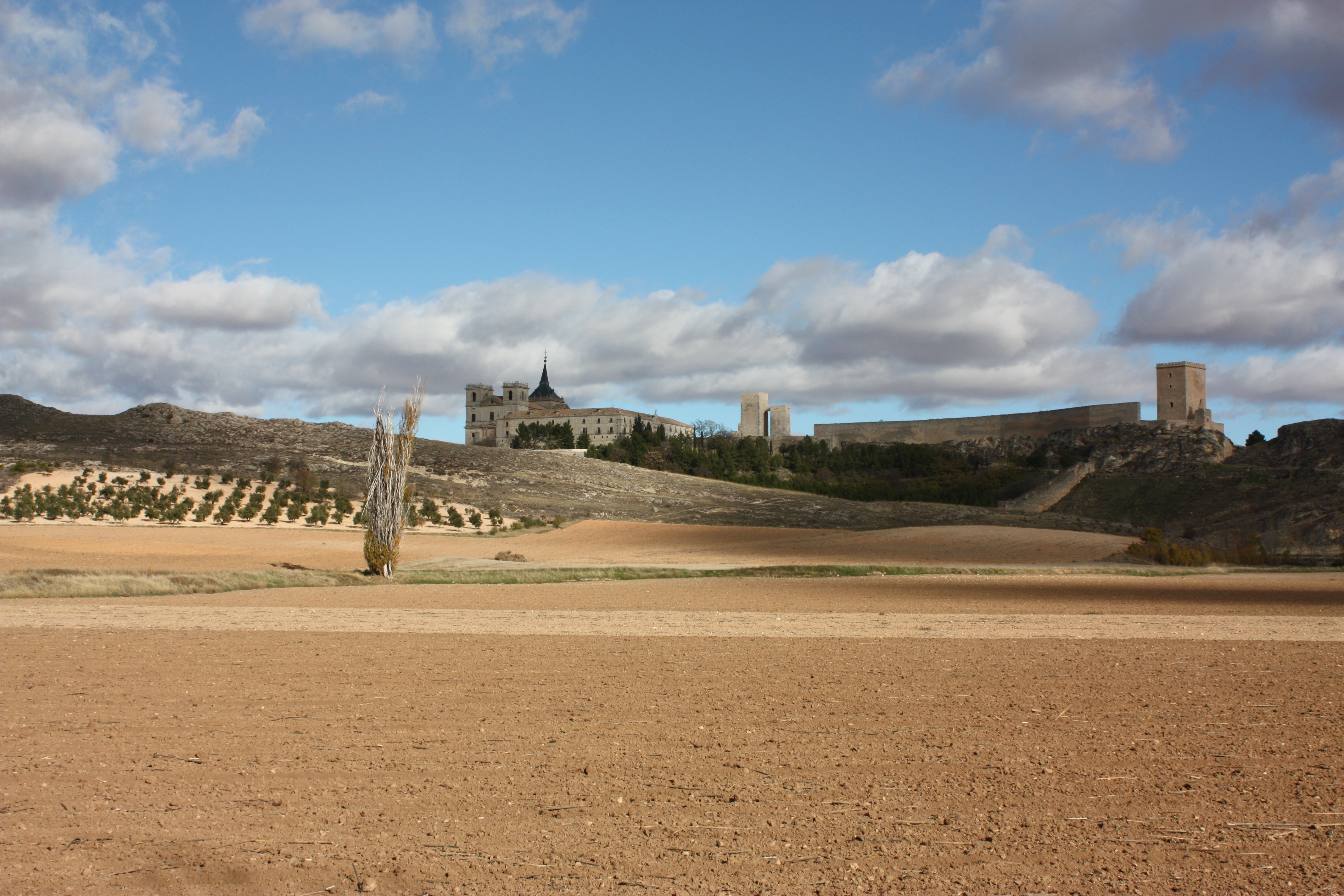
El lugar de la batalla en una fotografía tomada en 2008.

No hay unanimidad entre los diversos cronistas sobre el desarrollo de la batalla, por lo que es difícil su reconstrucción.
Al rayar el alba, a punto de dar las 6 del viernes 29 de mayo, salieron los musulmanes al paso de los leoneses situándose a poca distancia de Uclés, al suroeste. Avanzaban los cordobeses en vanguardia, las alas las formaban las tropas de Murcia y Valencia, y el centro o saqa iba mandado por Tamim con los soldados granadinos.
Además, contaban con saeteros que combatían en ordenadas filas paralelas. La táctica de masas compactas y disciplinadas que actúan en concordancia era nueva para los cristianos, acostumbrados a los encuentros singulares. Los dos ejércitos estaban a la vista el uno del otro, frente a frente.
Las crónicas nos hablan de cuales fueron los principales capitanes del ejército castellano-leonés: el infante Sancho, Álvar Fáñez, el conde de Cabra, García Ordóñez, que era ayo del infante, los alcaides de Toledo, Calatañazor y Alcalá de Henares, etc. La distribución del ejército leonés parece que fue la siguiente: en el centro estaba Álvar Fáñez, en uno de los flancos (que fue el que cedió) se hallaba el infante Sancho acompañado del conde García Ordóñez y algunos condes más, y en el otro flanco el resto de los condes.
Las tropas cristianas atacaron, con su caballería pesada, a las cordobesas, que iban en vanguardia, y provocaron en ellos un gran número de bajas. Los soldados cordobeses retrocedieron en orden buscando el apoyo de la retaguardia de Tamim. Mientras tanto, las alas almorávides, formadas por los gobernadores de Murcia y Valencia, con su caballería ligera realizaron un movimiento envolvente sobre las tropas leonesas que, de pronto, se encontraron con su campamento tomado y atacadas por los cuatro costados, tal como ocurrió también en Zalaca. Era la táctica del tornafuye que tan bien conocía el Cid Campeador.
El desorden reinaba en las filas cristianas sin tiempo para defenderse por todos los frentes, incapaces de improvisar un plan de emergencia provocando la huida de una tropa auxiliar de judíos. La situación se volvió dramática y los esfuerzos se centraron en salvar al hijo del rey. Dice Rodrigo Jiménez de Rada, al que copia y traduce la Primera Crónica General: 

Como un enemigo hiriese gravemente el caballo que montaba el infante Sancho, dijo este al Conde: 'Padre, padre, el caballo que monto ha sido herido'. A lo que el conde respondió: 'Aguarda, que también a ti te herirán luego'. Y al punto cayó el caballo, y al caer con él el hijo del rey, descabalgó el conde y colocó entre su cuerpo y el escudo al infante, mientras la muerte se cebaba por todas partes. El conde, como era muy buen caballero, defendió al infante por una parte cubriéndolo con el escudo y por la otra con la espada, matando a cuantos moros podía; pero al fin le cortaron el pie y al no poder tenerse, se dejó caer sobre el niño porque muriese él antes que el niño.
Rodrigo Jiménez de Rada, Historia de los hechos de España

 Es esta una versión, demasiado dramática, que como mucho describe tan solo el primer acto de la batalla.
Lo que no deja claro la crónica cristiana De rebus Hispaniae es si Sancho muere en este primer acto de la batalla o en otro momento. De haber estado entre los muertos en el recuento que se mandó hacer, la carta de Tamim no hubiera olvidado relatar este hecho, dada la importancia del personaje.
Posteriormente, las tropas de Alfonso VI hubieron de emplearse a fondo para lograr sacar al infante de la batalla, por lo que se retrasó la huida y aumentó el número de los que tuvieron que morir para proteger la retirada del infante.
Los musulmanes persiguieron a los que escapaban de la batalla y los alcanzaron a causa del lento cabalgar del infante Sancho, que debía estar herido o magullado por la caída del caballo. Otro factor que influyó en que los cristianos fueran alcanzados consistió en que éstos utilizaron caballería pesada (muy fuerte en la acometida inicial, pero torpe en las maniobras y en la huida), mientras que los almorávides emplearon caballería ligera típica bereber, un tipo de caballería que era bien conocida y apreciada desde los tiempos de Aníbal.
Al llegar al lugar denominado Sicuendes, se produjo una escaramuza, pues los siete condes y los que les seguían, al ser alcanzados, se enfrentaron de nuevo a los almorávides para proteger la huida del infante y de algunos caballeros señalados hacia el castillo de Belinchón. Mientras tanto, el grueso del ejército, al mando de Álvar Fáñez, encontró el camino de salvación dirigiéndose hacia Toledo.
El infante Sancho Alfónsez, bien porque era muy joven (según la hipótesis de Lévi-Provençal debía tener 14 años y 8 meses) y estaba cansado o porque estaba malherido a causa de la caída del caballo o de los lances guerreros, no pudo seguir el camino de los que lograron escapar hacia Toledo y buscó refugio en el castillo de Belinchón, situado a 22,5 km de Uclés. Pero los musulmanes de Belinchón, al conocer que el ejército almorávide estaba cerca y que nada tenían que temer de los cristianos, se sublevaron contra la escasa guarnición cristiana y mataron al infante Sancho y a los que le acompañaban.
Cuando los que lograron huir, llegaron a Toledo y se presentaron ante Alfonso VI, no supieron responder a la pregunta del rey: ¿dónde está mi hijo?, pues desconocían que hubiera muerto en Belinchón.
El caso es que el cuerpo del infante Sancho se recuperó después y se enterró en el monasterio de Sahagún (León) junto a su madre.
La pérdida de la estratégica fortaleza de Uclés, la derrota de su ejército, tantos nobles desaparecidos y sobre todo la pérdida de su hijo le supuso al rey y su corte un duro golpe del que personalmente no se repondría. Al año siguiente fallecía.
El Bedija se tiñó de rojo y el campo quedó sembrado de cadáveres. Según Marino Poves, Bedija significa el río de la guerra santa (wadi yihad). Los almorávides no hicieron prisioneros. Los que no pudieron huir y quedaron heridos fueron rematados. Les cortaron la cabeza, sumando cerca de tres mil, y con ellas hicieron un macabro montículo desde el que los almuédanos llamaron a la oración pregonando la unidad de Alá, engrandeciéndolo por la victoria habida.
Los de Uclés, sintiéndose a salvo, se mantuvieron en la fortaleza sin apoyar a sus correligionarios en el combate. Tamim ibn Yúsuf, en vez de continuar el sitio del castillo, regresó apresuradamente a Granada y dejó que los gobernadores de Murcia y Valencia acabasen de rendir la ciudadela. Al no disponer de máquinas de asedio y ante las dificultades que ofrecía aquel empinado risco con sus formidables murallas, fingieron retirarse, pusieron celadas y, cuando los sitiados evacuaron la fortaleza y quisieron ponerse a salvo, los sorprendieron matando a unos y cautivando a otros.
A la rebelión de Belinchón y la toma de Uclés siguieron la pérdida de Ocaña, Amasatrigo, Huete y Cuenca, lo que facilitó al emir Alí, dos años después, emprender una campaña que finalizaría con la absorción de Zaragoza por el imperio almorávide.

## Consecuencias
Las principales consecuencias de la batalla de Uclés son las siguientes:
Al quedar el rey Alfonso VI sin un hijo varón heredero de sus reinos, se dio lugar a que lo heredara su hija, Urraca I de León. Las posteriores desavenencias matrimoniales de Urraca con su marido, el rey de Aragón Alfonso I el Batallador, originaron luchas intestinas que retrasaron la reconquista. Además se dio pie al nacimiento de Portugal, al pretender Teresa de León convertir en reino el condado que heredó de su padre.
Los musulmanes llamaron al lugar donde se libró la batalla Siete Puercos. Más tarde, el comendador de Uclés, Pedro Franco, mudó el nombre por Siete Condes, vocablo que ha derivado en Sicuendes. Con este nombre se levantó un pequeño poblado, hoy desaparecido, entre Tribaldos y Villarrubio, a unos 6 km al suroeste del castillo.
La villa no volvería a manos cristianas hasta 1157.

## Los siete condes
Los investigadores del siglo XX se han preguntado por la identidad de los siete condes que acompañaron al infante Sancho Alfónsez y que murieron en Sicuendes por protegerlo. Reilly, revisando la colección diplomática de Alfonso VI, detecta aquellos personajes que confirman los documentos reales con anterioridad a 1108 y que dejan de hacerlo después de la batalla de Uclés. Entre ellos encuentra a los siguientes nobles que debieron perecer en Uclés: Martín Flaínez, Gómez Martínez, hijo del conde Martín Alfonso, Fernando Díaz, Diego Sánchez y su hermano Lope Sánchez, que eran sobrinos de Lope Jiménez. A ellos se ha de añadir el conde de Nájera, García Ordóñez, ayo del infante.